# 米子車掌区
米子車掌区（よなごしゃしょうく）は、鳥取県米子市の米子駅構内にある西日本旅客鉄道（JR西日本）中国統括本部の車掌が所属する組織である。

## 乗務範囲
国鉄時代から寝台特急「出雲」の全区間の乗務を一手に受け持ち、その流れで「サンライズ出雲」でも東京駅までの全区間の乗務を行っていたが2015年3月14日をもって車掌の乗務区間の分割に伴い岡山駅までに短縮された。
2024年3月16日(この年のダイヤ改正)時点での乗務範囲は、山陰本線：鳥取駅〜益田駅間、伯備線：伯耆大山駅〜岡山駅間、山口線：益田駅〜新山口駅間である。また、現在、定期列車では、普通・快速列車へは乗務しておらず、普通・快速列車への乗務は、臨時列車などでツーマン列車が設定された場合のみとなっている。またその際には、境線：米子〜境港間を乗務することがある。このため、現在、定期列車では優等列車のみを担当している。この優等列車には、スーパーまつかぜ・スーパーおき・やくも・サンライズ出雲があり、臨時列車では、トワイライトエクスプレス瑞風・ウエストエクスプレス銀河がある。